# 15128 Patrickjones
15128 Patrickjones è un asteroide della fascia principale. Scoperto nel 2000, presenta un'orbita caratterizzata da un semiasse maggiore pari a 2,7787941 UA e da un'eccentricità di 0,0717564, inclinata di 8,63444° rispetto all'eclittica.